# 阿特·馬庫姆和馬特·霍洛威
阿特·馬庫姆和馬特·霍洛威是美國的雙人編劇組合，以撰寫電影劇本而知名，例如《鐵甲奇俠》和《惩罚者2：战争特区》。

## 職業生涯
2008年，馬庫姆和霍洛威撰寫了漫威工作室的超級英雄電影《鐵甲奇俠》的劇本，該片由強·法夫洛執導，並於2008年5月2日由派拉蒙影業上映。二人還為動作片《惩罚者2：战争特区》的劇本，該片由萊茜·亞歷山大執導，並於2008年12月5日由獅門娛樂上映。他們受派拉蒙邀請，與約翰·富斯科共同為2014年電影撰寫劇本，但他們的劇本最終未被採用。2019年，他們受聘於索尼影業，為魯賓·弗來舍執導的冒險片《秘境探險》撰寫劇本。2020年，他們為索尼影業蜘蛛人宇宙電影《獵人克萊文》撰寫劇本。

## 影視作品
| 年份 | 標題                           | 導演          |
| ---- | ------------------------------ | ------------- |
| 2004 | 《恐怖陰影》（Shadow of Fear） | 里奇·考萬     |
| 2008 | 《鐵甲奇俠》                   | 強·法夫洛     |
| 2008 | 《惩罚者2：战争特区》          | 萊茜·亞歷山大 |
| 2017 | 《》                           | 麥可·貝       |
| 2019 | 《》                           | 蓋瑞·葛雷     |
| 2022 | 《秘境探險》                   | 魯賓·弗來舍   |
| 2024 | 《獵人克萊文》                 | J·C·錢德爾    |

## 外部連結
- 阿特·馬庫姆在互联网电影资料库（IMDb）上的資料（英文）
- 馬特·霍洛威在互联网电影资料库（IMDb）上的資料（英文）